# Un uomo nel mirino
Un uomo nel mirino (The Man Who Wouldn't Die) è un film televisivo del 1994 diretto da Bill Condon.

## Trama
Thomas Grace è un famoso scrittore britannico che vive negli Stati Uniti d'America e lavora come giornalista per un giornale della città. Nei suoi romanzi si è ispirato ai crimini commessi da Bernard Drake che ora lo minaccia. Con una sua lettrice, Jessie Gallardo, una cameriera con notevoli abilità psichiche tenta di risolvere il caso.